# Premio Nelly Sachs
El Premio Nelly Sach, (en alemán:Nelly Sachs Preis) es un premio literario otorgado cada dos años por la ciudad alemana de Dortmund. Nombrado en honor de la poeta judía Nelly Sachs, incluye un premio en efectivo de €15,000. Se honra a los autores por sus contribuciones literarias sobresalientes que ayuden a la promoción de la comprensión entre los pueblos.
Debido a que no había suficientes fondos para otorgar a un premiado en 2009, el premio fue otorgado en 2010. Esta fue la primera vez que un año se ha omitido programación bienal.

## Premiados
| Año  | Premiado                   | País           |
| ---- | -------------------------- | -------------- |
| 1961 | Nelly Sachs                | Alemania       |
| 1963 | Johanna Moosdorf           | Alemania       |
| 1965 | Max Tau                    | Noruega        |
| 1967 | Alfred Andersch            | Suiza          |
| 1969 | Giorgio Bassani            | Italia         |
| 1971 | Ilse Aichinger             | Austria        |
| 1973 | Paul Schallück             | Alemania       |
| 1975 | Elias Canetti              | Inglaterra     |
| 1977 | Hermann Kesten             | Estados Unidos |
| 1979 | Erich Fromm                | Alemania       |
| 1981 | Horst Bienek               | Alemania       |
| 1983 | Hilde Domin                | Alemania       |
| 1985 | Nadine Gordimer            | Sudáfrica      |
| 1987 | Milan Kundera              | Francia        |
| 1989 | Andrzej Szczypiorski       | Polonia        |
| 1991 | David Grossman             | Israel         |
| 1993 | Juan Goytisolo             | España         |
| 1995 | Michael Ondaatje           | Canadá         |
| 1997 | Javier Marías              | España         |
| 1999 | Christa Wolf               | Alemania       |
| 2001 | Georges-Arthur Goldschmidt | Francia        |
| 2003 | Per Olov Enquist           | Suecia         |
| 2005 | Aharon Appelfeld           | Israel         |
| 2007 | Rafik Schami               | Alemania/Siria |
| 2010 | Margaret Atwood            | Canadá         |
| 2011 | Norman Manea               | Rumanía        |
| 2013 | Abbas Khider               | Alemania/Irak  |
| 2015 | Marie NDiaye               | Francia        |
| 2017 | Bakhtyar Ali               | Alemania/Irak  |